# Karl von Schütz (General)
Karl August Heinrich Wilhelm von Schütz (* 19. Mai 1784 auf Saalbach bei Hof; † 28. September 1833 in Marseille, Frankreich) war ein preußischer Generalmajor und Inspekteur der Bundesfestungen.

## Leben

### Herkunft
Karl war ein Sohn von Friedrich von Schütz (1751–1817) und dessen Ehefrau Christiane, geborene von Reitzenstein (1758–1816). Sein Vater war preußischer Premierleutnant a. D., Herr auf Saalbach und Kreisdirektor im Fürstentum Bayreuth.

### Militärkarriere
Schütz trat am 1. Mai 1796 als Gefreitenkorporal in das Infanterie-Regiment „von Unruh“ der Preußischen Armee ein und avancierte bis Ende März 1800 zum Sekondeleutnant. 1804 wurde er Bataillonsadjutant, nahm im Ersten Koalitionskrieg an den Gefechten bei Schleiz und Saalfeld teil. In der Schlacht bei Jena geriet er in Gefangenschaft und wurde danach entlassen.
Nach dem Krieg wurde er wieder eingestellt und am 3. Dezember 1808 in das Leibinfanterie-Regiment gesetzt, am 15. Mai 1809 kam er in das Regiment Garde zu Fuß, dort wurde er am 9. Juni 1809 zum Premierleutnant befördert. Im Dezember 1810 wurde er zur weiteren Ausbildung an die Allgemeine Kriegsschule kommandiert. Dort traf er Scharnhorst und Clausewitz. Bereits am 2. Januar 1811 wurde er Stabskapitän, am 21. März 1812 Kapitän und Kompaniechef im Regiment der Garde. Im Auftrag des Königs und Scharnhorsts bereiste er 1812 mögliche Schlachtfelder in Böhmen und Mähren. Am 11. Januar 1813 wurde er in den Generalstab versetzt und am 10. März 1813 kam er als Generalstabsoffizier zum General von Roeder. Während der Befreiungskriege nahm er an den Schlachten von Großgörschen, Bautzen, an der Katzbach, Leipzig, Laon und Paris teil. Bei Leipzig wurde er schwer verwundet. Für Großgörschen erhielt er am 19. Mai 1813 das Eiserne Kreuz II. Klasse. Nach einer Beförderung zum Major kam Schütz Mitte Juli 1813 zur Brigade des Herzogs Karl von Mecklenburg. Für Katzbach erhielt er am 21. August 1813 das Eiserne Kreuz I. Klasse. In der folgenden Schlacht bei Möckern wurde er schwer verwundet.
An 13, April 1814 wurde er zum Oberstleutnant befördert. Am 31. Mai 1814 erhielt er den Orden Pour le Mérite mit Eichenlaub. Am 5. Oktober 1814 wurde er Chef des Generalstabs beim Chef des Garde- und Grenadierkorps, des Herzogs Karl von Mecklenburg. Im nächsten Jahr am 18. April 1815 wurde er als Chef in den Generalstab des Korps York versetzt.
Nach dem Krieg wurde er am 27. Oktober 1815 Oberst und Chef des Generalstabes des Generalkommandos in Sachsen, dem IV. Armeekorps. Ab dem 13. Februar 1816 erhielt er als Regimentskommandeur ein Gehalt von 2600 Talern. Am 30. März 1821 wurde er als Kommandeur in die 7. Infanterie-Brigade versetzt. Am 30. März 1823 erhielt er zudem die Beförderung zum Generalmajor und wurde Mitte August 1825 mit dem Dienstkreuz ausgezeichnet. Am 3. Mai 1827 erhielt er drei Monate Urlaub mit vollem Gehalt, um seine Gesundheit wiederherzustellen. Er schied aber aus dem Felddienst aus und wurde am 21. Oktober 1829 zum Inspekteur der Bundesfestungen ernannt. Am 26. Januar 1831 erhielt er dazu den Roten Adlerorden II. Klasse. Doch seine Gesundheit war weiter angegriffen. Daher erhielt er am 24. Juli 1833 erneut einen Urlaub mit vollen Gehalt und suchte Erholung im Seebad Marseille. Er verstarb dort am 28. September 1833.

### Mission beim Waffenstillstand von 1813
Bei Beginn des Waffenstillstandes von 1813 erhielt er einen Spezialauftrag von König Friedrich Wilhelm III. Er sollte die Nachricht vom Waffenstillstand an die Freikorps Lützow und Colomb überbringen, die hinter der Front operierten. Zur Unterstützung des Majors von Schütz wurde der Oberstleutnant Ernst Ludwig von Tippelskirch abgeordnet.
Schütz nahm zunächst Kontakt mit den französischen Behörden auf. So erreichte er am 17. Juni 1813 Dresden, wo er den kommandierenden General Louis-Alexandre Berthier Prinz von Neuchatel traf. Er sprach mit dem General über das weitere Vorgehen sowie die mögliche Rückmarschroute für die Truppen. Der Prinz verneinte etwas über den möglichen Standort der Truppen zu wissen, Schütz vermutete diese bei Hof. Insgesamt sagte der General aber nicht die Wahrheit. Zur gleichen Zeit sammelten sich die französischen Truppen, um das Freikorps Lützow anzugreifen, die bereits von dem Waffenstillstand wussten und bei Kitzen lagerten. Napoleon hatte befohlen, dass der Waffenstillstand nicht für das Freikorps galt. Inzwischen versicherte der Chef des Generalstabs General Morthiou Schütz, dass niemand wisse, wo Lützow zu finden sei. Er schlug stattdessen vor nach Zerbst zu gehen, wo sich der Major Friedrich von Hellwig befand, um dieses zum Korps Bülow zu führen. Es wurden zwei Tage dafür veranschlagt, die Franzosen wollten inzwischen das Korps suchen. Der Major kam nach besagten zwei Tagen zurück und war sehr erstaunt, als er erfuhr, dass die Franzosen das Korps zur gleichen Zeit überfallen hatten, als er dort Unterredungen geführt hatte. Nachdem der Major Schütz endlich bis zum Prinzen von Neuchatel vorgedrungen war, blieb ihm nur scharf zu protestieren. Der Prinz versicherte, dass es sich um ein Missverständnis handele und die Sache untersucht werde. Unabhängig davon schickte auch der General von Bülow am 21. Juni 1813 einen Beauftragten zum Prinzen wegen des Vorfalls. Der schickte daraufhin an den russischen General Michael Andreas Barclay de Tolly eine Mitteilung, dass schärfste Verhaltsmaßregeln erteilt werden würden. Da die Forderung nach Genugtuung keine befriedigende Antwort erhielt, beschlossen die Alliierten, die besetzten Festungen Danzig, Modlin, Zamorsk, Stettin und Küstrin nicht mehr mit Lebensmitteln beliefern zu lassen (Artikel 5. des Friedensvertrages).

### Familie
Er heiratete am 19. März 1818 in Weißenfels Karoline von Burkersroda (1797–1855), eine Tochter des preußischen Oberaufsehers der Flötze Adolf von Burkersroda. Das Paar hatte mehrere Kinder:
- Ernst Adolf Albrecht Karl (1818–1848), Referendar
- Ludwig Wilhelm Karl (1820–1894), preußischer Oberregierungsrat
- Maria Wilhelmine Karoline (1823–1900), unverheiratet

Nach dem Tod des Generals wurde das Gut an Heinrich David von Koch verkauft.

### Schriften
Schütz betätigte sich als Autor des sechsbändigen Werkes Geschichte der Staatsveränderung in Frankreich unter König Ludwig XVI.
- Band 1 Band 2 Band 3 Band 4 Band 5 Band 6